# Oxyethira jamaicensis
Oxyethira jamaicensis is een schietmot uit de familie Hydroptilidae. De soort komt voor in het Neotropisch gebied.